# Козарево
Коза́рево (болг. Козарево) — село в Ямбольській області на південному сході Болгарії. Входить до складу общини Тунджа.

## Населення
За даними перепису населення 2011 року у селі проживала 391 особа.
Національний склад населення села:
| Національність   | Кількість осіб | Відсоток |
| ---------------- | -------------- | -------- |
| болгари          | 292            | 75,5%    |
| цигани           | 92             | 23,8%    |
| турки            | 0              | 0%       |
| інша             | 3              | 0,8%     |
| не визначились   | 0              | 0%       |
| Всього відповіли | 387            |          |

Розподіл населення за віком у 2011 році:
Динаміка населення: